# Kurmandji
Le kurmandji, kurde septentrional ou kurde du Nord (en kurde : kurmancî کورمانجی), est une des langues kurdes. Il est parlé par les Kurdes du nord de la Syrie et de l’Irak, de l'Iran, de Turquie et des anciennes républiques soviétiques, soit environ 60 % des kurdophones. Il s’agit d’une langue indo-européenne du groupe des langues iraniennes.

## Répartition géographique
Le kurmandji est la langue des régions de peuplement kurde de Turquie et de Syrie. Il est aussi parlé dans le nord-ouest du Kurdistan irakien et dans le nord du Kurdistan iranien. Le kurmandji est la langue des groupes de Kurdes installés hors du Kurdistan, en Arménie, Azerbaïdjan, Géorgie, à Ourmia et dans le Khorassan en Iran, au Turkménistan et au Liban.

## Une langue parlée avant tout
Selon le linguiste et journaliste américain Michael L. Chyet,
« Seuls quelques milliers de personnes parmi les 18–20 millions [en 2003] de Kurdes dont le kurmandji est la langue maternelle savent le lire et l'écrire [...] la langue parlée est beaucoup plus développé et diversifié que la langue écrite, en grande partie parce que les gouvernements turc, irakien, iranien et syrien ont prohibé le kurde pour tout usage ou objet officiel. En pratique, cela signifie que la plupart des locuteurs du kurmandji sont illettrés, au moins en kurde ; s'ils ont reçu une quelconque éducation formelle, c'est en turc, en arabe ou en persan. Seule la minorité kurde de l'ancienne république soviétique d'Arménie a eu l'occasion d'être scolarisée en kurmandji. La situation du sorani, le dialecte central du kurde, d'un autre côté, est plus équilibrée à cet égard : un bien plus grand nombre de locuteurs natifs de ce dialecte savent le lire et l'écrire, et ont en conséquence incorporé dans leur parler quotidien un vocabulaire plus technique. »

## Dictionnaires: les difficultés de la lexicographie du kurmandji
Le kurmandji étant une langue qui ne fait l'objet d'aucune reconnaissance officielle en république de Turquie, la variabilité de son vocabulaire est grande d'une localité à l'autre. Aucun organisme ou institution officiel ne prend en charge une formalisation ou systématisation du lexique. Par conséquent, la création d'un dictionnaire de kurmandji est une entreprise spécifique qui peut donner lieu à des partis-pris très différents. Le faible nombre de locuteurs ayant reçu un enseignement dans cette langue induit également une faible incorporation de vocabulaire technique moderne.

Michael L. Chyet, auteur américain d'un imposant dictionnaire kurde-anglais publié en 2003, indique :
« Les lexicographes du kurmandji sont confrontés à un dilemme : travaillant avec une langue qui n'a pas encore développé un vocabulaire technique, ils ont la tâche de recenser les termes utilisés par les gens, mais d'un autre côté ils se sentent le devoir de fournir le vocabulaire technique manquant. Les lexicographes modernes s'efforcent de présenter un travail descriptif, c'est-à-dire un reflet réaliste de la langue telle qu'elle est utilisée par ses locuteurs de naissance. Cependant, pour ce qui est du vocabulaire technique connu seulement d'une petite intelligentsia lettrée [en kurmandji], prescrire à la multitude de tels éléments de vocabulaire avec lesquels elle n'est pas familière, dans l'espoir qu'un jour de tels termes gagneront du terrain et deviendront largement acceptés par la population, le lexicographe court le risque de transformer le dictionnaire en un travail prescriptif, plutôt que descriptif. »
Chyet ajoute que
« ceux qui pensent que c'est au vocabulaire technique moderne que devrait être donné le plus d'importance dans un travail tel que celui-ci [c.-à-d. un dictionnaire] sont, selon moi, en avance (ou à tout le moins en déconnexion) par rapport à là où le peuple kurde et sa langue en sont aujourd'hui ».
Ce parti-pris que critique Chyet est ainsi, selon ses commentaires, manifestement celui du dictionnaire kurde-anglais/anglais-kurde de Baran Rizgar. D'après Chyet,
« sa prédilection pour les sources écrites [en kurmandji], alors que la langue est en réalité en premier lieu une langue parlée, diminue considérablement l'utilité" de son dictionnaire.
Chyet ajoute :
« Parce que M. Rizgar n'a pas différencié les mots bien établis dans l'usage de ceux nouvellement créés, je soupçonne que son dictionnaire serait de plus d'utilité pour travailler sur un certain genre de kurmandji écrit que pour communiquer effectivement avec le paysan kurde moyen. »
Recensant et commentant une bonne part des dictionnaires de kurde existants, relativement à diverses autres langues (français, anglais, arabe, russe, allemand, etc.), Michael L. Chyet indique que
« sa lexicographie du kurmandji n'est pas seulement un problème de compilation dans un seul grand lexique des données issues de tous les dictionnaires déjà existants, » et il ajoute que « une bien trop grande partie des dictionnaires de kurmandji existants sont remplis d'inexactitudes et d'erreurs ».

### Dictionnaires kurmandji-français
Étant donné la quasi-inexistence de dictionnaires kurde-français ou français-kurde, il faut signaler que le dictionnaire kurde-français-anglais, publié en 1965 par Joyce Blau, ne serait pas une source fiable selon Michael L. Chyet : 
« Les définitions anglaises sont souvent des traductions erronées des définitions françaises, elles-mêmes d'une fiabilité douteuse, puisque nombreux sont les mots recensés qui n'ont jamais été intégrés dans la langue réellement vivante. » Il ajoute que « cet ouvrage est en gros une erreur de jeunesse, ce que Blau elle-même concèderait. […] J'ai moi-même initialement consulté ce dictionnaire, mais j'ai tôt fait de réaliser qu'il était quasiment inutilisable […] ».
Un dictionnaire bilingue français-kurmandji/kurmandji-français est paru en 2016, qui recense 4000 mots du français vers le kurde et 5000 du kurde vers le français. Ses auteurs ont antérieurement publié en 2012 le seul guide de conversation français-kurmandji existant (en 2016).